# Editorial El Perpetuo Socorro
La Editorial El Perpetuo Socorro, con sede en Madrid, data de 1899, con la publicación del primer número de la revista El Perpetuo Socorro.  La Editorial publicó, amén de la revista, las obras de Alfonso María de Ligorio, el Devocionario de la Virgen del Perpetuo Socorro, y otros devocionarios, libros científicos, literarios, de ascetismo, sermonarios, hagiografías, obras cúlticas de Nuestra Señora del Perpetuo Socorro, folletos, y libros propios de la Congregación del Santísimo Redentor, todos los cuales pasaron a formar sus fondos.  La Editorial estuvo entre las primeras en participar en la Feria del Libro de Madrid cuando ésta se reanudó en 1944, después de la guerra civil española.  La editorial ha impreso más de un centenar de libros escritos por redentoristas nacidos en la diócesis de Astorga, incluyendo el teólogo Marciano Vidal García, de quien ha publicado más de cincuenta.
El primer número de El Perpetuo Socorro apareció el 1 de enero de 1899. Socorro tuvo un suplemento, titulado Boletín de la Defensa de la Fe, que se publicó después de 1908.  Entre algunos directores notables de la revista se encontraron el beato Vicente Nicasio Renuncio Toribio (1912-1918), el traductor Tomás Ramos (1920), y el catalanista Victoriano Pérez de Gamarra (1927-1929)
Entre los autores más destacados de la editorial se encuentran, aparte de los ya citados Vidal García, Ramos, y Pérez de Gamarra, los también redentoristas Ramón Sarabia, Luis F. de Retana, Joaquín Esprit, Adrián Simón, y Segundo M. Rodríguez.